# 咟淰县
咟淰縣（越南语：／），又译“巴南县”，是越南北𣴓省下辖的一个县。

## 地理
咟淰县北接高平省保乐县，南接𠀧𣷭县，东接高平省原平县，西接高平省保林县和宣光省那𧯄县。

## 历史
2003年5月28日，𠀧𣷭县以公凭社、教效社、雁门社、凭城社、瀑布社、古灵社、春罗社、安胜社、高新社、研鸾社10社析置咟淰县。

## 行政区划
咟淰县下辖10社，县莅瀑布社。
- 瀑布社（Xã Bộc Bố）
- 安胜社（Xã An Thắng）
- 凭城社（Xã Bằng Thành）
- 高新社（Xã Cao Tân）
- 古灵社（Xã Cổ Linh）
- 公凭社（Xã Công Bằng）
- 教效社（Xã Giáo Hiệu）
- 研鸾社（Xã Nghiên Loan）
- 雁门社（Xã Nhạn Môn）
- 春罗社（Xã Xuân La）